# Daleron-Uroteppa Istarawszan
Daleron-Uroteppa Istarawszan (tadż. Клуби футболи «Далерон-Уротеппа» Истаравшан) – tadżycki klub piłkarski, mający siedzibę w mieście Istarawszan, na północy kraju.

## Historia
Chronologia nazw:
- 2011: Daleron Istarawszan (ros. «Далерон» Истаравшан)
- 2013: Uroteppa Istarawszan (ros. «Уротеппа» Истаравшан)
- 07.2013: Daleron-Uroteppa Istarawszan (ros. «Далерон-Уротеппа» Истаравшан)

Piłkarski klub Daleron został założony w miejscowości Istarawszan na początku 2011 roku. Do klubu dołączyli piłkarze z lokalnego rywala FK Istarawszan. Występował w grupie sogdyjskiej Pierwszej Ligi. W 2012 roku zespół został zwycięzcą grupy sogdyjskiej Pierwszej Ligi, ale decyzją miejscowych władz nie otrzymał promocji do najwyższej tadżyckiej ligi. W 2013 roku zespół najpierw zajął drugie miejsce w grupie, a potem w turnieju finałowym Pierwszej Ligi był trzecim i nie zakwalifikował się do podwyższenia w klasie. Ale w tym samym czasie, z powodu problemów finansowych przestał istnieć FK Istarawszan, który zajął ostatnie miejsce w Wyższej Lidze w 2013 roku, i Daleron otrzymał jego miejsce w lidze.
W sezonie 2014 zespół jako Uroteppa Istarawszan debiutował w rozgrywkach Wyższej Ligi Tadżykistanu. W lipcu zmienił nazwę na Daleron-Uroteppa Istarawszan i zdobył brązowe medale. W następnym 2015 sezonie zakończył rozgrywki na dziewiątym miejscu (z 10 drużyn). W sezonie 2016 zrezygnował z występów w Wyższej Lidze.

## Sukcesy

### Trofea międzynarodowe
Nie uczestniczył w rozgrywkach azjatyckich (stan na 31-05-2015).

### Trofea krajowe
| \| \| Zdobyte trofea w rozgrywkach Tadżykistanu (stan na: 31-05-2015) \| |                                                                 |      |          |
| Rozgrywki                                                                | Osiągnięcie                                                     | Razy | Sezon(y) |
| Mistrzostwo                                                              | I miejsce                                                       | 0    |          |
| Mistrzostwo                                                              | II miejsce                                                      | 0    |          |
| Mistrzostwo                                                              | III miejsce                                                     | 1    | 2014     |
| Puchar                                                                   | zdobywca                                                        | 0    |          |
| Puchar                                                                   | finalista                                                       | 0    |          |
| Puchar                                                                   | 1/16 finału                                                     | 1    | 2015     |
| II liga                                                                  | I miejsce                                                       | 0    |          |
| II liga                                                                  | II miejsce                                                      | 0    |          |
| II liga                                                                  | III miejsce                                                     | 1    | 2013     |
| Tadżykistan                                                              | Zdobyte trofea w rozgrywkach Tadżykistanu (stan na: 31-05-2015) |      |          |

## Stadion
Klub rozgrywał swoje mecze domowe na stadionie Istarawszan Arena w Istarawszanie, który może pomieścić 18 000 widzów.

## Piłkarze
Znani piłkarze:
- Numon Hakimow
- Abdusamad Hodżibojew
- Safarali Karimow
- Suhrob Mansurow
- Aleksiej Negmatow
- Akmal Saburow
- Dawrondżon Tuhtasunow

## Trenerzy
- 2012–2013:  Asatullo Nurollojew
- 02.2014–06.2014:  Ahliddin Turdijew
- 06.2014–07.2014:  Asatullo Nurollojew (p.o.)
- 08.2014–01.2015:  Mahmadżon Habibullojew
- 02.2015–07.2015:  Maruf Rustamow
- 07.2015–03.2016:  Alijor Aszurmamadow
- 03.2016–...:  Ali Akbar Ostad-Asadi